# Lilla Mörttjärnet
Lilla Mörttjärnet är en sjö i Arvika kommun i Värmland och ingår i Göta älvs huvudavrinningsområde. Sjöns area är 0,013 kvadratkilometer och den är belägen 211 meter över havet.